# Telescopio Nazionale Galileo
De Telescopio Nazionale Galileo is een Italiaanse spiegeltelescoop van 3,58 meter. De telescoop voert observaties uit aan het observatorium Roque de los Muchachos op het Spaanse eiland La Palma.